# Kalju Ojaste
Kalju Ojaste (ur. 8 grudnia 1961 w Otepää) – estoński biathlonista reprezentujący też ZSRR, brązowy medalista mistrzostw świata.

## Kariera
W Pucharze Świata zadebiutował 23 stycznia 1992 roku w Anterselvie, kiedy zajął 72. miejsce w biegu indywidualnym. Pierwsze punkty zdobył 17 marca 1994 roku w Canmore, zajmując 18. miejsce w tej samej konkurencji. Nigdy nie stanął na podium indywidualnych zawodów tego cyklu, najlepszy wynik osiągnął 9 marca 1995 roku w Lahti, gdzie zajął 15. miejsce w biegu indywidualnym. Najlepsze wyniki osiągnął w sezonie 1994/1995, kiedy zajął 57. miejsce w klasyfikacji generalnej.
Podczas mistrzostw świata w Nowosybirsku w 1992 roku wspólnie z Aivo Udrasem, Urmasem Kaldvee i Hillarem Zahkną zdobył brązowy medal w biegu drużynowym. Był to pierwszy w historii medal dla Estonii w tej konkurencji. Był też między innymi siódmy w sztafecie na mistrzostwach świata w Borowcu w 1993 roku.
W 1992 roku wystartował na igrzyskach olimpijskich w Albertville w 1992 roku, gdzie zajął 37. miejsce w biegu indywidualnym, 59. miejsce w sprincie i 11. w sztafecie. Na rozgrywanych dwa lata później igrzyskach w Lillehammer uplasował się na 69. pozycji w biegu indywidualnym i 13. w sztafecie. Brał też udział w igrzyskach olimpijskich w Nagano w 1998 roku, zajmując odpowiednio 44. i 13. miejsce.
Jego córka – Triin Ojaste jest biegaczką narciarską.

## Osiągnięcia

### Igrzyska olimpijskie
| Rok  | Miejscowość | Konkurencje | Konkurencje | Konkurencje | Konkurencje | Konkurencje | Konkurencje | Konkurencje |
| Rok  | Miejscowość | IN          | SP          | PU          | MS          | RL          | MR          | SR          |
| ---- | ----------- | ----------- | ----------- | ----------- | ----------- | ----------- | ----------- | ----------- |
| 1992 | Albertville | 37.         | 59.         | nd.         | nd.         | 11.         | nd.         | –           |
| 1994 | Lillehammer | 69.         | –           | nd.         | nd.         | 13.         | nd.         | –           |
| 1998 | Nagano      | 44.         | –           | nd.         | nd.         | 13.         | nd.         | –           |

### Mistrzostwa świata
| Rok  | Miejscowość | Konkurencje | Konkurencje | Konkurencje | Konkurencje | Konkurencje | Konkurencje | Konkurencje |
| Rok  | Miejscowość | IN          | SP          | PU          | MS          | RL          | MR          | SR          |
| ---- | ----------- | ----------- | ----------- | ----------- | ----------- | ----------- | ----------- | ----------- |
| 1992 | Nowosybirsk | nd.         | nd.         | nd.         | nd.         | nd.         | nd.         | –           |
| 1993 | Borowec     | 54.         | 31.         | nd.         | nd.         | 7.          | nd.         | –           |
| 1994 | Canmore     | nd.         | nd.         | nd.         | nd.         | nd.         | nd.         | –           |
| 1995 | Anterselva  | 20.         | 30.         | nd.         | nd.         | 18.         | nd.         | –           |
| 1996 | Ruhpolding  | 32.         | 55.         | nd.         | nd.         | 17.         | nd.         | –           |
| 1997 | Osrblie     | 40.         | –           | –           | nd.         | 9.          | nd.         | –           |

### Puchar Świata

#### Miejsca w klasyfikacji generalnej
| Sezon     | Miejsce |
| --------- | ------- |
| 1991/1992 | -       |
| 1992/1993 | -       |
| 1993/1994 | 67.     |
| 1994/1995 | 57.     |
| 1995/1996 | 64.     |
| 1996/1997 | 81.     |
| 1997/1998 | 78.     |

#### Miejsca na podium chronologicznie
Ojaste nigdy nie stanął na podium indywidualnych zawodów PŚ.